# Verein für Computergenealogie
Der Verein für Computergenealogie (CompGen) e. V. wurde am 26. Oktober 1989 in Dortmund gegründet, zunächst als „Verein zur Förderung EDV-gestützter familienkundlicher Forschungen e. V.“. Er ist überregional tätig, gemeinnützig und im Vereinsregister des Amtsgerichtes Lünen Nr. 470 eingetragen. Ziel des Vereins ist die „Förderung von Wissenschaft und Forschung in genealogischer und familienkundlicher Hinsicht, einschließlich der wissenschaftlichen Nachbargebiete“.
Der Verein hat über 4200 Einzelmitglieder (Stand: August 2022) aus Deutschland und etlichen anderen Ländern. Zudem sind zahlreiche genealogische Vereine Mitglied beim Verein, der damit auch die Funktion eines inhaltlich auf das Thema Digitalität spezialisierten de-facto-Dachverbandes erfüllt. Der Verein ist die größte genealogische Vereinigung in Deutschland und zugleich (abgesehen von anderen Dachverbänden wie der Deutschen Arbeitsgemeinschaft genealogischer Verbände und dem Gesamtverein der Deutschen Geschichts- und Altertumsvereine) die mitgliederstärkste Vereinigung von Geschichtsinteressierten und Archivnutzern.
Als eigene Webangebote betreibt der Verein für Computergenealogie eine genealogische Discourse-Instanz, Foren und Mailinglisten sowie diverse Online-Datenbanken sowie weitere genealogische Projekte wie das GenWiki. Mitglieder können über den Verein ihre genealogischen Forschungsergebnisse werbefrei veröffentlichen.

Das Geschichtliche Ortsverzeichnis (GOV, bis 2016 Genealogisches Ortsverzeichnis) ist ein Projekt des Vereins für Computergenealogie. Diese Ortsdatenbank enthält neben der geographischen Lage auch andere und frühere Namen von Orten sowie deren historisch sich ändernde politische und kirchliche Zugehörigkeit und richtet sich damit an Familienforscher, Historiker und Soziologen.

Mit dem Daten-Eingabe-System (DES) für historische Personendaten hat der Verein eine technische Grundlage für historische Crowdsourcing-Projekte geschaffen, mit deren Hilfe Nutzer digitalisierte druckschriftliche oder handschriftliche Quellen direkt vom Scan strukturiert erfassen können. Nach einem ersten Erfassungsprojekt von ca. 8 Millionen Personendatensätzen aus den Verlustlisten des Ersten Weltkriegs werden zurzeit vor allem historische Adressbücher, Polizeiblätter und Kirchenbücher erfasst.
Alle zur Verfügung gestellten Daten und Informationen können online kostenfrei genutzt werden – auch von Nicht-Mitgliedern.
Der Verein gibt vierteljährlich die Zeitschrift Computergenealogie (CG) heraus, deren Bezug im Mitgliedsbeitrag enthalten ist. Außerdem erscheint in unregelmäßigen Abständen das fast 200-seitige Heft Familienforschung (Ahnenforschung leicht gemacht – Computergenealogie für Jedermann).